# 11014 Svätopluk
11014 Svätopluk è un asteroide della fascia principale. Scoperto nel 1982, presenta un'orbita caratterizzata da un semiasse maggiore pari a 2,6538131 UA e da un'eccentricità di 0,1235237, inclinata di 7,02239° rispetto all'eclittica.